# Mihail Botvinov
Mihail Botvinov (n. 17 noiembrie 1967, Tyoplo-Ogaryovsky District⁠(d), RSFS Rusă, URSS) este un schior de fond sovietic, medaliat olimpic. A participat la 4 ediții ale Jocurilor Olimpice (1992, 1994, 2002, 2006) în care a câștigat o medalie de argint și o medalie de bronz.